# Parcie korzeniowe
Parcie korzeniowe – fizjologiczne zjawisko u roślin polegające na wypieraniu wody przez korzenie do łodyg i liści. Przyczynia się ono do krążenia soków roślinnych, zwłaszcza przed pojawieniem się liści, kiedy niemożliwa jest transpiracja. Zwykle osiąga wartość 0,2 – 0,3 MPa, wyjątkowo osiąga 0,9 MPa. 
Parcie korzeniowe można zaobserwować uszkadzając roślinę – przez pewien czas z miejsca nacięcia wycieka roztwór. Zjawisko to nazywa się płaczem roślin. Przykładem działania parcia korzeniowego u roślin nieuszkodzonych jest gutacja.